# Gloriosa (planta)
Gloriosa es un género de plantas tuberosas, herbáceas caducas y perennes que comprende cinco especies en la familia de las Colchicáceas. Se hallan distribuidas en Asia y África tropical y se adaptan a climas de monzón, con una estación seca en las que pierden la parte aérea y entran en dormancia.  Se la suele llamar Glorioso lirio o lirio escalante.
Gloriosa trepa o se une a otras plantas con la ayuda de sus zarcillos al final de sus hojas, pudiendo llegar a 3 m de altura. Flores rojas o anaranjadas, distintivas debido a sus pétalos pronunciadamente reflejantes. G. rothschildiana es la flor nacional de Zimbabue y lo fue también de Rodesia.
Las especies cultivadas más comunes son G. superba y G. rothschildiana.

## Nombre común
- Inglés: climbing lily, creeping lily, fire lily, flame lily, gloriosa lily, glory lily

- Maorí (islas Cook): rire vaevae-moa, riri, riri vavai-moa, riri vaviā-moa, vavai moa

- Rakahanga-Manihiki: tiare mokora

- Tongarevan (habla): lili vaevae mokolā

- Tongarevan (escrito): riri vaevae mokorā

## Descripción

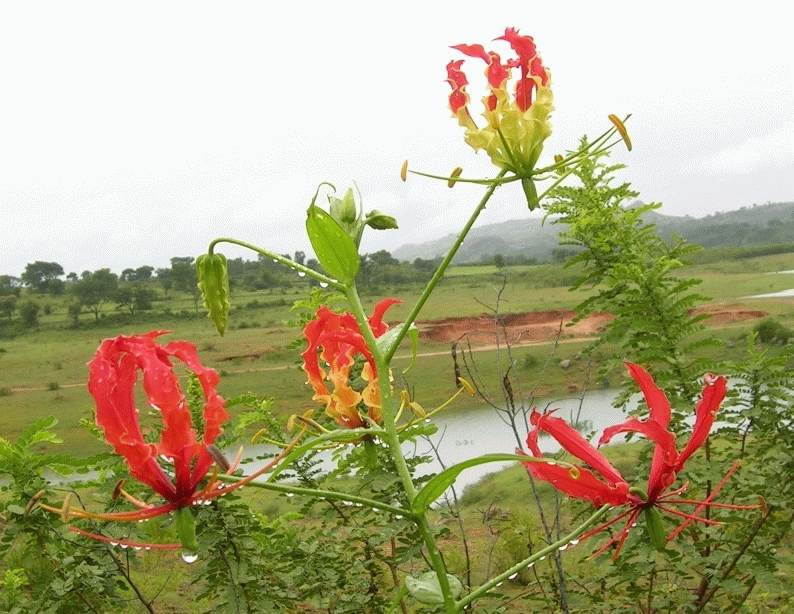
Gloriosa superba

Género: "hierbas refulgentes, rizomas horizontales, tallos hojosos, hojas espiraladas, subopuestas; flores solitarias, grandes, colgadas de largos pedicelos, actinomorfas, hermafroditas; 6 segmentos del perianto, libres, lanceolados, largamente persistentes; 6 estambres, hipógeos, anteras extrorsas, mediofijas y versátiles, abren por sutura longitudinal; ovario súpero, 3-celdas,  carpelos unidos solo por sus márgenes interiores, úvulos numerosos,  estilo deflejado en la base y proyectándose de la flor más o menos horizontalmente; fruto cápsula loculicidal con muchas semillas" (Smith, 1979; pp. 141-142). 

## Ecología
En Australia, "poblaciones naturalizadas en los bosques costeros secos,  y en dunas del sudeste de Queensland y de New South Wales" (Csurhes y Edwards, 1998; pp. 164-165). 

## Propagación
"Generalmente ocurre de semillas, aunque las plantas maduras pueden ser divididas y crecer de tubérculos.  Las duras semillas pueden premanecer en dormancia por 6-9 meses." (Narain, 1977, citado en Csurhes y Edwards, 1998; pp. 164-165). 

## Rango deendemismo
"Sudeste de Asia y partes de Malasia, pero ahora ampliamente en  cultivo" (Smith, 1979; pp. 141-142)
Todas las partes de esta planta son venenosas; el cormo se usa para extraer colchicina.

## Especies seleccionadas

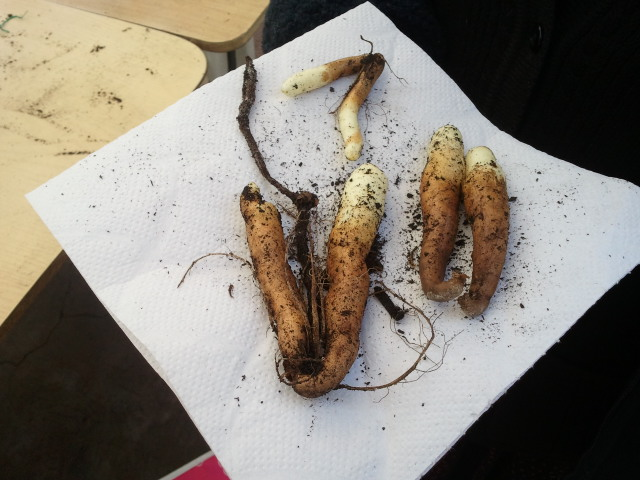
Tubérculos de G. rothschildiana

| - Gloriosa abyssinica - Gloriosa angulata - Gloriosa aurantiaca - Gloriosa aurea - Gloriosa baudii - Gloriosa carsoni - Gloriosa carsonii - Gloriosa caerulea - Gloriosa cirrhifolia | - Gloriosa doniana - Gloriosa graminifolia - Gloriosa grandiflora - Gloriosa homblei - Gloriosa leopoldi - Gloriosa lutea - Gloriosa luxurians - Gloriosa minor - Gloriosa nepalensis | - Gloriosa plantii - Gloriosa rothschildiana - Gloriosa sampiana - Gloriosa sessiliflora - Gloriosa simplex - Gloriosa speciosa - Gloriosa sudanica - Gloriosa superba - Gloriosa verschuurii - Gloriosa virescens |